# Stade Gaston Gérard
El Stade Gaston Gérard es un estadio de fútbol ubicado en la ciudad de Dijon en la región de Borgoña-Franco Condado, Francia. Fue inaugurado en 1934 con una capacidad aproximada para 10 000 personas, en 2008 tras una renovación aumento su aforo a cerca de 16 000 espectadores. Es el estadio del club Dijon Football Côte d'Or, equipo actualmente en la Ligue 1.
El estadio lleva el nombre de Gaston Gérard (1878-1969) exalcalde de Dijon entre 1919 a 1935, y también primer ministro de Turismo francés.
El recinto hasta antes de su remodelación contó con pista atlética y presencio el 13 de junio de 1992 uno de los récord de salto con pértiga al aire libre de Sergey Bubka de 6,11 metros.

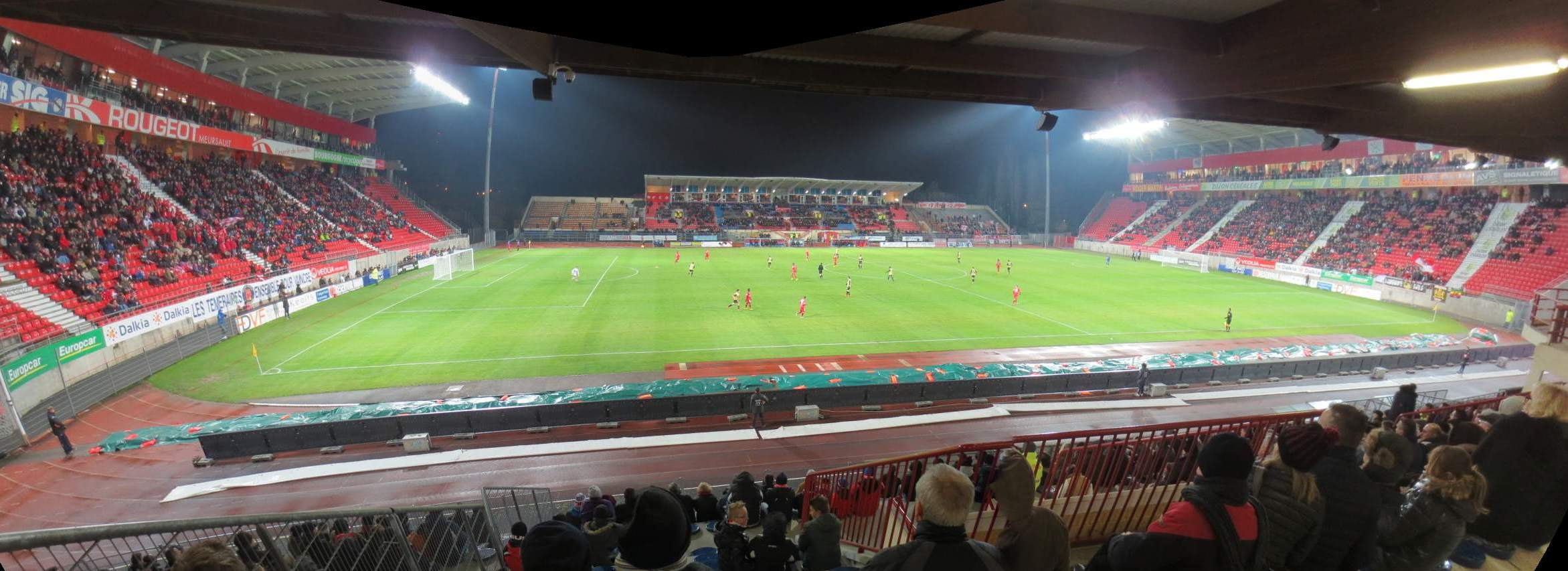
Panorámica del estadio.